# Rynarzewo (województwo kujawsko-pomorskie)
Rynarzewo (niem. Netzwalde) – wieś w Polsce położona w województwie kujawsko-pomorskim, w powiecie nakielskim, w gminie Szubin nad Gąsawką, w pobliżu jej ujścia do Noteci. Dawniej miasto;  uzyskało lokację miejską w 1299, zdegradowane w 1934. W latach 1950–1998 miejscowość należała do województwa bydgoskiego.
Lokalny ośrodek usługowy posiadający: przychodnię zdrowia, bibliotekę oraz zespół szkół.
W końcu marca 2011, według Narodowego Spisu Powszechnego, wieś zamieszkiwało 1461 mieszkańców.

## Historia

Herb miejski Rynarzewa do 1934

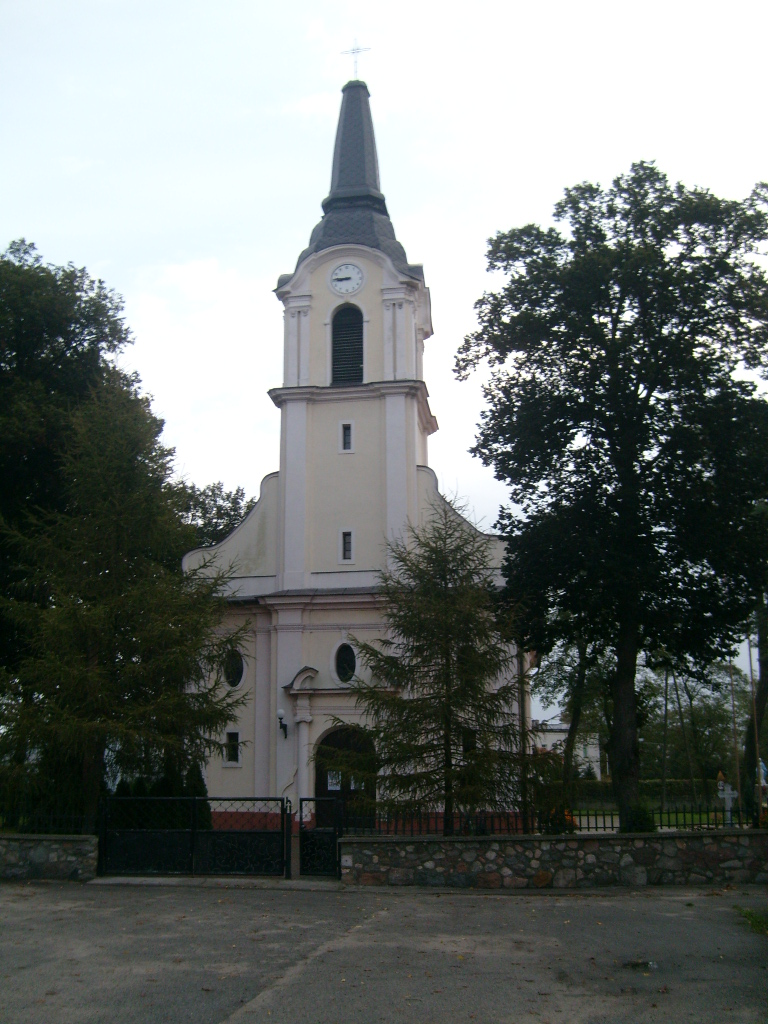
Kościół pw. św. Katarzyny

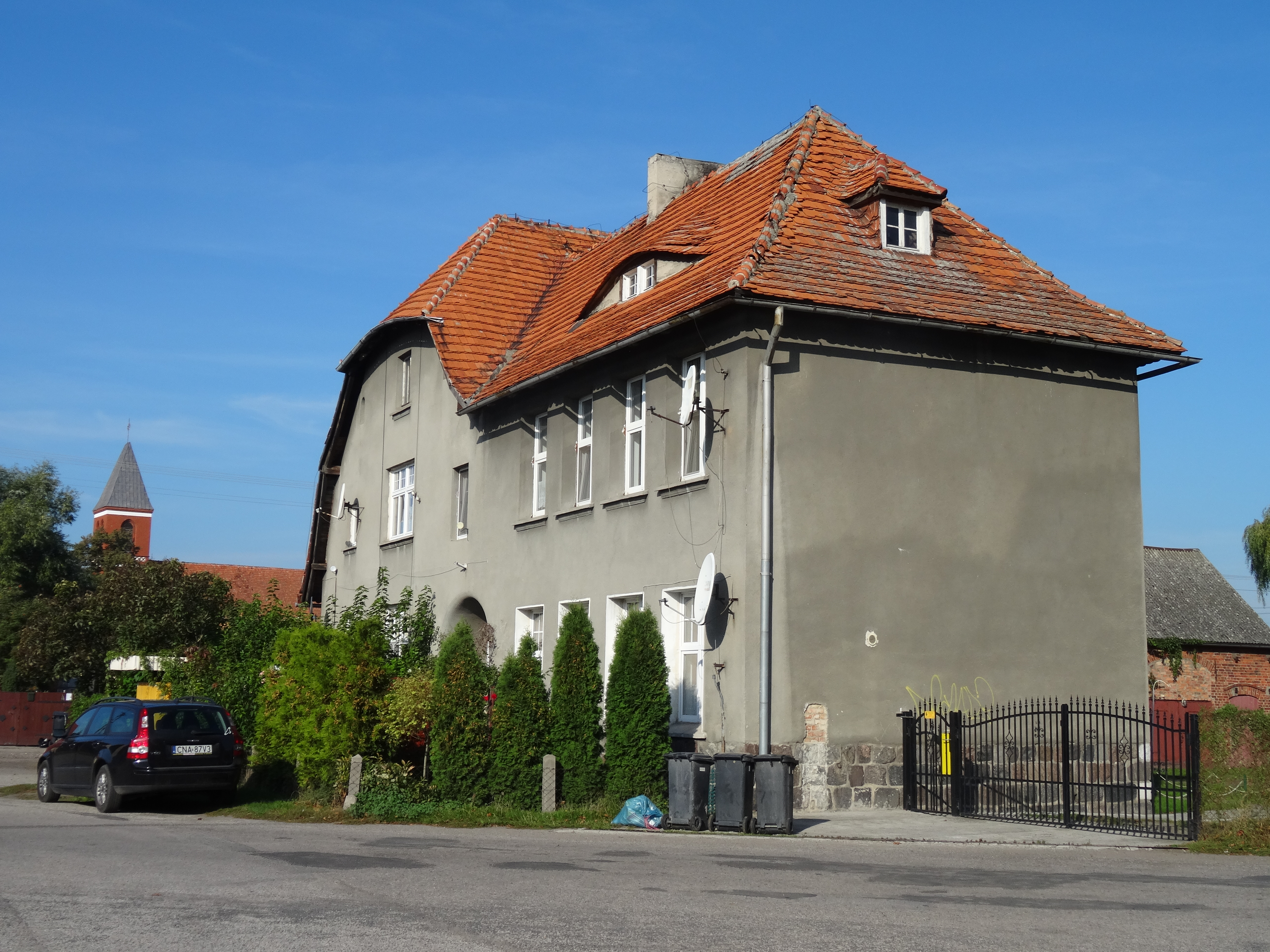
Dawna szkoła w Rynarzewie

Dokument lokacyjny dla Rynarzewa wystawiony został w roku 1299. Pierwszy kościół parafialny powstał równocześnie z lokacją miasta lub nawet kilka lat wcześniej. Miejscowość zachowała herb miejski, który klasyfikowany jest jako Szreniawa i należy do kategorii herbów rycerskich.
W czasie wojny trzynastoletniej Rynarzewo wystawiło w 1458 dwóch pieszych na odsiecz oblężonej polskiej załogi Zamku w Malborku.
W 1837 powstała tutaj Ochotnicza Straż Pożarna (jedna z dwóch najstarszych jednostek OSP w Polsce). W 1907 administracja pruska zastąpiła dotychczasową nazwę niemiecką Rynarschewo, nazwą Netzwalde. W okolicach Rynarzewa w trakcie powstania wielkopolskiego miały miejsce zażarte walki, w trakcie których miejscowość była kilkakrotnie odbijana i tracona na korzyść Niemców. Ostatecznie Rynarzewo weszło w skład niepodległej Polski. 
Do 1934 Rynarzewo posiadało prawa miejskie, będąc po Smorgoniach drugim najmniejszym miastem Polski (600 mieszkańców).
W 1947 powstało we wsi Koło Gospodyń Wiejskich, a w 1982 świetlica z biblioteką. W 2002 powstało Stowarzyszenie Inicjatyw Rozwoju Rynarzewa.
W maju 2022 oddano do użytku węzeł Rynarzewo, łączący miejscowość z drogą ekspresową S5 (Bydgoszcz – Poznań).

### Zmagania o Szubin i Rynarzewo w 1919
Poważne zagrożenie dla poszczególnych frontów podczas Powstania Wielkopolskiego stanowiły niemieckie ośrodki, takie jak Piła, Leszno, Rawicz czy Bydgoszcz, która bezpośrednio zagrażała powstańcom walczącym na froncie północnym. Dowódcą tego frontu został ppłk Kazimierz Grudzielski. Na tym odcinku sztab dowództwa starał się uchwycić linię Noteci i sukcesywnie prowadzić działania wyzwoleńcze. Obawiając się ewentualnych działań zbrojnych z Bydgoszczy, zaplanowano zdobycie Szubina.
Mimo szybkiego zajęcia miasta przez powstańców na początku stycznia 1919 roku, nie udało się utrzymać miasta. W wyniku utraty kluczowej pozycji postanowiono je odbić. Przygotowane uderzenie nastąpiło 8 stycznia 1919 roku. Atak poprowadzono z trzech kierunków: od strony Żnina, od wschodu i zachodu. Powstańcy dysponowali łącznie 550 ludźmi i mieli przewagę liczebną nad 380 Niemcami, którzy jednak posiadali dwa działa ułatwiające obronę miasta. Z uwagi na ewidentne braki w koordynacji działań prowadzonych z różnych stron, nie udało się wyprzeć nieprzyjaciela. Grupa wschodnia nie wzięła udziału w akcji z powodu spóźnienia, a dwie pozostałe zostały odparte przez dobrze zorganizowaną obronę.
Kolejną próbę zdobycia Szubina przygotowano już znacznie staranniej. Wzmocniono siłę uderzeniową większą liczbą powstańców wspartych artylerią i opanowano lub uszkodzono kluczowe mosty. Ponadto odcięto Niemcom możliwość ewentualnej pomocy z Nakła. 11 stycznia 1919 roku przeprowadzono szturm piechoty, dzięki któremu po włączeniu się oddziału odwodowego udało się opanować dworzec kolejowy. Niemcy nie zdołali wprowadzić do akcji pociągu pancernego. Późnym wieczorem miasto zostało zdobyte.
14 stycznia 1919 roku powstańcy wkroczyli do Rynarzewa i po opanowaniu mostów uchwycili przyczółek we wsi Zamość. W końcu stycznia 1919 roku Niemcy przeprowadzili ofensywę na dużym odcinku frontu od Łabiszyna do Nakła. Atakowano w sile 3 tysięcy żołnierzy, przy wsparciu artylerii i pociągów pancernych. 1 lutego 1919 roku Niemcy zdobyli Rynarzewo i w pogoni za Polakami dotarli aż do Szubina. Powstańcy kontratakowali, zmuszając Niemców do wycofania się z Szubina, i w trakcie walk 5 lutego 1919 roku ostatecznie zajęli Rynarzewo. Późniejsze zmagania o Rynarzewo nie przyniosły Niemcom spodziewanych efektów, a przygotowana zasadzka z podłożoną miną zatrzymała nacierający pociąg pancerny. W unieruchomionym pociągu walczył jeszcze 400-osobowy oddział Grenzschutzu, który został wyparty celnym ogniem artylerii powstańczej. Polacy zdobyli sprzęt i broń oraz działo, okupując sukces stratami 15 poległych i 25 rannych. Zdobyty pociąg pancerny po przeprowadzeniu remontu ochrzczono imieniem „Danuta”. 

## Zabytki
Zachowała się zabudowa rynku o miejskim charakterze. W miejscowości stoją 2 kościoły:
- większy, poewangelicki, obecnie katolicki pw. św. Stanisława, pochodzący z lat 1899–1902, który do lat 40. XX wieku był świątynią parafii ewangelickiej należącej do superintendentury (diecezji) Bydgoszcz II Ewangelickiego Kościoła Unijnego. W 1937 parafia ta liczyła 1050 wiernych[13].
- mniejszy, katolicki pw. św. Katarzyny, zbudowany na miejscu poprzedniego w 1913, wg projektu Stefana Cybichowskiego; w kościele znajdują się m.in. ołtarze boczne z 2. połowy XVIII wieku, zabytkowa chrzcielnica, obrazy z przełomu XVIII/XIX w., a na wieży 2 dzwony, przeniesione w 1818 z rozebranego kościoła św. Jerzego w Toruniu: 1659, odlany przez Augustyna Koesci oraz z 1732 (bądź 1734), odlany przez Fryderyka Becka. Barokowe wyposażenie świątyni pochodzi z poprzednich kościołów.

Na terenie wsi zlokalizowane są 2 nieczynne cmentarze ewangelickie. Na cmentarzu parafialnym znajduje się zbiorowy grób powstańców wielkopolskich i ofiar hitleryzmu.

## Linki zewnętrzne

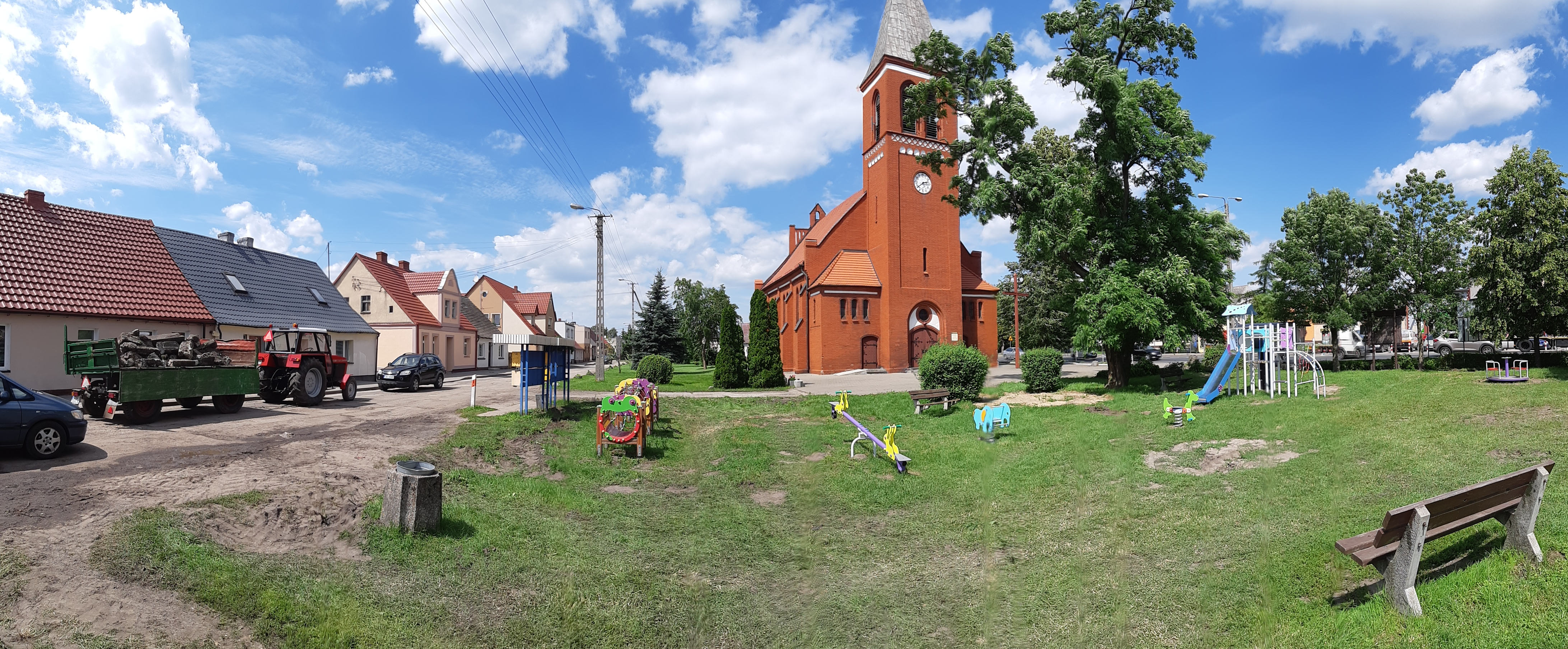
Rynarzewo, plac przed kościołem.